# Atrococcus madraguensis
Atrococcus madraguensis är en insektsart som beskrevs av Goux 1988. Atrococcus madraguensis ingår i släktet Atrococcus och familjen ullsköldlöss.
Artens utbredningsområde är Frankrike. Inga underarter finns listade i Catalogue of Life.